# Maggie Deckenbrock
Margret „Maggie“ Deckenbrock (* 1955) ist eine deutsche Journalistin, Redakteurin und freie Produzentin. Einige Quellen nennen als Vornamen auch Margarethe und Margaret.

## Leben
Deckenbrock wuchs auf einem Bauernhof im Münsterland auf. Nach dem Besuch der Marienschule in Warendorf studierte sie Anglistik, Geschichtswissenschaft und Publizistikwissenschaft an der Westfälischen Wilhelmsuniversität Münster. Von 1978 bis 1982 arbeitete sie für verschiedene Tageszeitungen, darunter die Westfälischen Nachrichten in Münster, unterstützte aber auch für 1,5 Jahre eine Entwicklungshilfeprojekt in Kamerun. Erste Erfahrungen in der Moderation sammelte sie 1983 als Reporterin für den NDR, arbeitete aber auch kurz bei SWF3 für das Jugendfunkformat Pop Shop.
Bei Radio Tele Luxemburg war Deckenbrock ab 1984 unter Chefredakteur Rainer Popp in der Redaktion der RTL plus-Nachrichtensendung 7 vor 7 tätig und gehörte zeitweilig auch zum Moderationsteam der Sendung, neben den Hauptmoderatoren Hans Meiser und Geert Müller-Gerbes sowie Björn-Hergen Schimpf, Peter Kloeppel, Olaf Kracht, Ulli Potofski, Angelika Bade, Nic Jakob und Hartmut Schröter. Später wurde sie stellvertretende Chefredakteurin der Nachrichtenredaktion. Neben ihrer Arbeit für RTL war sie in den Jahren  1986 und 1987 Stipendiatin von Journalistes en Europe Paris.
Im Februar 1993 übernahm Deckenbrock, im Wechsel mit Hubert Winkels, die Moderation der  Talkshow 0137 auf dem Bezahlfernsehsender Premiere, einem Vorläufer von Sky Deutschland. Das mehrfach ausgezeichnete Format lief werktäglich unverschlüsselt im Vorabendprogramm des Senders und wurde unter anderem von Roger Willemsen, Sandra Maischberger und zuletzt von Sabine Brandi moderiert. Zu einem Eklat kam es, als Peter Gauweiler, damals Staatsminister für Landesentwicklung und Umweltfragen in Bayern, ein Interview während der Aufzeichnung verließ, weil Deckenbrock ihm Fragen zu einem Bericht des Stern (12. August 1993, Nr. 33/93) gestellt hatte, wonach er seine Anwaltskanzlei mutmaßlich über Jahre unrechtmäßig verpachtet hatte. Aufgrund der „Kanzlei-Affäre“ musste Gauweiler von seinem Amt als Umweltminister im Februar 1994 zurücktreten und unterlag Christian Ude bei der Bürgermeisterwahl in München.
Unter dem damaligen Programmdirektor Ruprecht Eser wechselte die damals 40-jährige Deckenbrock Ende 1993 als geplante Nachrichtenchefin zum jungen Privatsender VOX, verließ den Sender nach dem Weggang Esers allerdings wieder, da die künftige Ausrichtung im Nachrichtenbereich unklar blieb. Ab November 1994 arbeitete sie als Redaktionsleiterin der Talkshow Schreinemakers live für den Sender Sat.1 und löste damit Gerd Berger ab.
Ende 1995 kehrte sie zu VOX zurück und übernahm ab dem 2. Oktober 1995 die Redaktionsleitung und Moderation des halbstündigen Boulevardmagazins Exakt, das von Dieter Lesche produziert wurde. Im Jahr 1996 wurde die Sendung, die zu Beginn unter dem Titel Das Reportagemagazin ausgestrahlt wurde, aufgrund rückläufiger Einschaltquoten eingestellt.
Neben der Arbeit vor der Kamera war Deckenbrock als Redakteurin und Produzentin für verschiedene private und öffentlich-rechtliche Formate tätig. So arbeitete sie von 1999 bis 2010 als Redaktionsleiterin bei der Produktionsfirma Encanto der Moderatorin Bettina Böttinger und war unter anderem für das Format B. trifft … sowie Fernseh-Tierdokumenationen wie Ein Doc für alle Felle zuständig. Im Jahr 2000 produzierte sie zusammen mit Böttinger und Joachim Vollenschier die fünfteilige Doku-Soap Ein Heim für alle Felle über ein Tierheim in Köln-Dellbrück.
Von Juni 2012 bis April 2014 war sie als Redaktionsleiterin für Dokutainment-Formate bei der infoNetwork GmbH tätig, einer Tochterfirma der Mediengruppe RTL Deutschland; dort arbeitete sie auch als Autorin für die Sendung Christopher Posch – Ich kämpfe für Ihr Recht! (auch: Rechtsanwalt Christopher Posch).
Seit 2014 arbeitet Deckenbrock als freie Produzentin und unterstützte ehrenamtlich als Programmmanagerin den Nonprofit-Verein Experiment e.V. aus Bonn, der sich seit 1932 als Austauschorganisation um Auslandsaufenthalte kümmert und die Betreuung von Gastschülern und -eltern sicherstellt. Deckenbrock lebt in Hennef und hat einen Sohn namens Timo. Aufgrund seiner Erkrankung an ME/CFS betreut sie ihn als Angehörige und setzt sich für die Erforschung und Anerkennung der Krankheit ein.

## Filmografie (Auswahl)

### Moderation
- 1983: Reporterin für den NDR
- 1984–1990: 7 vor 7 (RTLplus)
- 1993: 0137 (Premiere)
- 1995–1996: Exakt – Das Reportagemagazin (VOX)

### Redaktion
- 1984–1990: 7 vor 7
- 1994–1995: Schreinemakers Live
- 1995–1996: Das Reportagemagazin (auch: Exakt)
- 1999: B. trifft …
- 2000–2001: Ein Heim für alle Felle
- 2001: Das schwarze Schaf
- 2004: Schlag auf Schlag
- 2004–2005: Böttinger
- 2006: Die Pferdeflüsterin
- 2006–2007: Pinguin, Löwe & Co.
- 2007: Wildes Kinderzimmer
- 2007: Die Welpenschule
- 2012–2014: Christopher Posch – Ich kämpfe für Ihr Recht!